# Франц Гюртнер
Франц Гюртнер (нім. Franz Gürtner; 26 серпня 1881, Регенсбург, — 29 січня 1941, Берлін) — рейхсміністр юстиції у кабінеті Гітлера.

## Біографія
Народився 26 серпня 1881 у Регенсбурзі в родині інженера шляхів сполучення. Вивчав право в Мюнхенському університеті. Учасник  Першої світової війни, спочатку воював у Франції, потім служив в Палестині, нагороджений  Залізним хрестом I та II ступеня. Після війни вів юридичну практику. У 1919 році вступив у Німецьку національну народну партію. Будучи міністром юстиції  Баварії в 1922-32 рр., він захищав Гітлера, який здавався йому послідовним націоналістом. Гюртнер вступив у НСДАП тільки в 1937 році, але він завжди симпатизував нацистському руху. Саме він домігся порівняно м'якого покарання для Гітлера після провалу «Пивного путчу» 1923 року, сприяв його звільненню з  в'язниці  Ландсберга і переконав уряд Баварії легалізувати  нацистську партію і дозволити Гітлеру виступати публічно.
У червні 1932 року Гюртнер призначений на пост міністра юстиції в уряді фон Папена, а в наступному році зайняв цей же пост в першому уряді Гітлера. Після кривавих подій « Ночі довгих ножів» з ініціативи Гюртнера було прийнято постанову, що оголошувала дії Гітлера «справедливими, спрямованими на захист держави». На ньому лежить відповідальність за демонтаж старої юридичної системи, за забезпечення політики гляйхшалтунг і створення нацистських судів. На самому початку Другої світової війни Гюртнер заснував особливі військово-польові суди (Standgerichte), що вершили розправу над євреями і поляками на  окупованій території Польщі. Гюртнер раптово помер у Берліні 29 січня 1941 року, після чого виникли припущення, що як юрист старої школи, він не був до кінця згоден з усім, що наказував робити, і існувала версія про те, що його смерть була насильницькою.

## Нагороди
- Медаль принца-регента Луїтпольда
- Залізний хрест 2-го і 1-го класу
- Військовий хрест «За заслуги» (Баварія) 4-го класу з мечами
- Королівський орден дому Гогенцоллернів, лицарський хрест з мечами
- Почесний хрест ветерана війни з мечами
- Золотий партійний знак НСДАП